# W zakątku tego świata
W zakątku tego świata (jap. この世界の片隅に Kono sekai no katasumi ni) – manga autorstwa Fumiyo Kōno, publikowana na łamach magazynu „Shūkan Manga Action” wydawnictwa Futabasha od stycznia 2007 do lutego 2009.
W 2011 roku została zaadaptowana na film telewizyjny typu live action. Seria doczekała się również adaptacji w formie filmu anime wydanego w 2016 roku, a także TV dramy, emitowanej od lipca do września 2018.

## Manga
Seria ukazywała się od 23 stycznia 2007 do 3 lutego 2009 w magazynie „Shūkan Manga Action”. Wydawnictwo Futabasha zebrało jej rozdziały w 3 tankōbonach, wydawanych od 12 lutego 2008 do 28 kwietnia 2009. 21 lipca 2011 ukazało się nowe dwutomowe wydanie ze zmienionymi formatem, okładką i tonacją kolorystyczną.
29 marca 2024 wydawnictwo Waneko zapowiedziało wydanie mangi w Polsce w jednym tomie zbiorczym. Premiera odbyła się 13 września tego samego roku.

## Film live action
Manga została zaadaptowana na telewizyjny film live action, który został wyemitowany 5 sierpnia 2011 na antenie Nippon TV.

### Obsada
- Keiko Kitagawa – Suzu Urano
- Keisuke Koide – Shūsaku Hōjō
- Yūka – Rin Shiroki
- Mokomichi Hayami – Tetsu Mizuhara
- Ryō – Keiko
- Saburō Shinoda – Entarō Hōjō
- Yoshie Ichige – San Hōjō
- Mana Ashida – Chizuko Hōjō

## Film anime
Film anime, wyprodukowany przez studio MAPPA i wyreżyserowany przez Sunao Katabuchiego, zadebiutował w japońskich kinach 12 listopada 2016.

## TV drama
9-odcinkowa TV drama była emitowana od 15 lipca do 16 września 2018 o godzinie 21:00 (JST) w niedziele na antenie TBS. Matsumoto Honoka i Miu Arai zagrały Suzu (dorosłą i młodą), a Tōri Matsuzaka wcielił się w Shūsaku Hōjō. W obsadzie znaleźli się także Kyōko Kagawa, Machiko Ono, Tomorowo Taguchi, Ran Itō, Sairi Itō, Kaho Tsuchimura i Sayu Kubota. Za reżyserię odpowiadał Nobuhiro Doi, scenariusz napisał Yoshikazu Okada, a muzykę skomponował Joe Hisaishi.

## Odbiór
W 2008 roku manga była jedną z prac rekomendowanych przez jury na Japan Media Arts Festival, a rok później zdobyła nagrodę za doskonałość. Otrzymała także nagrodę główną podczas 16. edycji Sense of Gender Awards w 2016 roku. W marcu 2018 nakład serii wynosił ponad milion egzemplarzy.